# رسول صدر عاملی
سیّد رسول صدر عاملی (زاده ۲۲ آذر ۱۳۳۳، اصفهان) کارگردان، تهیه‌کننده و نویسنده ایرانی است.

## زندگی
صدر عاملی در سال ۱۳۳۳ در اصفهان متولد شد. پدرش سید فخرالدین صدرعاملی (۱۳۱۴–۱۳۹۰)، روحانی و از خاندان صدر عاملی بود. او که از از نزدیکان موسی صدر بود به همراه خانواده به تهران مهاجرت کرد و پس از انقلاب مناصبی چون نماینده ولی فقیه و مسؤول عقیدتی سیاسی شهربانی تهران، نماینده ولی فقیه و مسؤول عقیدتی سیاسی آگاهی تهران، نماینده ولی فقیه و مسؤول عقیدتی سیاسی امور مالی ناجا را برعهده داشت و از اعضای جامعه روحانیت مبارز بود.
صدر عاملی، که فعالیت فرهنگی و اجتماعی خود را از هفده‌سالگی با خبرنگاری آغاز نمود، در زمان تحصیلش در مونت پلیه ی فرانسه به اصلی‌ترین گزارشگر بین‌المللی اخبار مربوط به اقامت سید روح‌الله خمینی در نوفل لوشاتو تبدیل شد و در پرواز انقلاب تنها گزارش مستند تصویری و تنها مصاحبهٔ روح‌الله خمینی را ثبت نمود. وی تا سال ۱۳۵۹ به عنوان گزارشگر، قصه‌نویس، دبیر سرویس حوادث و سپس دبیر سرویس پارلمانی با روزنامه اطلاعات همکاری داشت. وی در زمان جنگ تحمیلی نیز به ساختن مستند جنگ با علی مزینانی پرداخت. در زمان جنگ به دلیل کشته شدن برادرش مجبور به بازگشت به ایران شد.
هرچند صدر عاملی کارهای مستند و تجربی مختلفی را در کارنامهٔ خود داشت، اما فعالیت حرفه‌ای خود در سینما را با تهیه‌کنندگی فیلم خونبارش (۱۳۵۹) به عنوان اولین پروژهٔ سینمایی پس از انقلاب آغاز کرد و دو سال بعد، اولین فیلم خود در جایگاه کارگردان را بانام رهایی (۱۳۶۱) ساخت.

او میلاد فیلم را که نخستین شرکت ایرانی تولید و توزیع فیلم سینمایی پس از انقلاب اسلامی به‌شمار می‌رود، در سال ۱۳۵۸ تأسیس کرد و با تلاش خود در طول بیش از سه دهه توانست نقشی استثنائی در حمایت از سینمای بخش خصوصی ایران ایفا نماید. رسول صدرعاملی در سال ۱۳۸۴ با همکاری چند تن دیگر، مؤسسه بین‌المللی فیلمیران را تأسیس کرد که هم‌اکنون بزرگ‌ترین توزیع کننده فیلم در کشور است و در سال‌های اخیر همواره بیش از ۷۰٪ تولیدات سینمای ایران توسط این مؤسسه پخش شده‌است.

## فیلم‌شناسی
| سال  | نام فیلم              | کارگردان         | نویسنده | تهیه‌کننده |
| ---- | --------------------- | ---------------- | ------- | --------- |
| ۱۴۰۳ | زیبا صدایم کن         | آری              | —       | —         |
| ۱۴۰۱ | جنگل پرتقال           | آرمان خوانساریان | —       | آری       |
| ۱۳۹۸ | شنای پروانه           | محمد کارت        | —       | آری       |
| ۱۳۹۶ | سال دوم دانشکده من    | آری              | —       | —         |
| ۱۳۸۸ | در انتظار معجزه       | آری              | آری     | —         |
| ۱۳۸۷ | زندگی با چشمان بسته   | آری              | —       | —         |
| ۱۳۸۶ | شب                    | آری              | —       | —         |
| ۱۳۸۶ | هر شب تنهایی          | آری              | آری     | —         |
| ۱۳۸۴ | عروسک فرنگی           | فرهاد صبا        | —       | آری       |
| ۱۳۸۳ | دیشب باباتو دیدم آیدا | آری              | آری     | آری       |
| ۱۳۸۲ | برگ برنده             | سیروس الوند      | —       | آری       |
| ۱۳۸۰ | من ترانه ۱۵ سال دارم  | آری              | آری     | —         |
| ۱۳۷۷ | دختری با کفش‌های کتانی | آری              | —       | آری       |
| ۱۳۷۶ | شبیخون                | جمشید آهنگرانی   | —       | آری       |
| ۱۳۷۳ | روزهای خوب زندگی      | مهدی صباغ‌زاده    | —       | آری       |
| ۱۳۷۳ | در کمال خونسردی       | سیامک شایقی      | —       | آری       |
| ۱۳۷۳ | می‌خواهم زنده بمانم    | ایرج قادری       | آری     | —         |
| ۱۳۷۳ | سمفونی تهران          | آری              | آری     | آری       |
| ۱۳۷۰ | قربانی                | آری              | آری     | —         |
| ۱۳۶۶ | پاییزان               | آری              | —       | آری       |
| ۱۳۶۳ | گل‌های داوودی          | آری              | —       | —         |
| ۱۳۶۱ | رهایی                 | آری              | آری     | آری       |
| ۱۳۵۹ | خونبارش               | امیر قویدل       | —       | آری       |

## جوایز
- جوایز داخلی فیلم «دختری با کفش‌های کتانی»
  - ۱. بهترین فیلم جشن خانهٔ سینما در سال ۱۳۷۸.
  - ۲. بهترین فیلم مجمع کودک و نوجوان در سال ۱۳۷۸.
  - ۳. بهترین فیلم جشنوارهٔ بین‌المللی آموزشی - تربیتی فیلم رُشد.
  - ۴. فیلم منتخب هیئت داوران شانزدهمین دورهٔ جشنوارهٔ بین‌المللیِ کودک و نوجوان، اصفهان ۱۳۷۸.
  - ۵. پروانهٔ زرّین بهترین بازیگر نوجوانِ شانزدهمین دورهٔ جشنوارهٔ بین‌المللیِ کودک و نوجوان، اصفهان ۱۳۷۸.
- جوایز خارجی فیلم «دختری با کفشهای کتانی»
  - ۱. جایزهٔ ویژهٔ بازیگر زن برای بازیِ پگاه آهنگرانی در بیست و سوّمین جشنوارهٔ فیلم قاهره، مصر ۱۹۹۹.
  - ۲. جایزهٔ ویژهٔ هیئت داوران برای دوستی ملّت‌ها در پنجاهمین جشنوارهٔ فیلم برلین، آلمان ۲۰۰۰.
  - ۳. دیپلم افتخارِ سوّمین جشنوارهٔ بچّه‌های المپیک، یونان ۲۰۰۰.
  - ۴. جایزهٔ CIFEJ نوزدهمین دورهٔ جشنوارهٔ فیلم آلکینو، لهستان ۲۰۰۱.
  - ۵. جایزهٔ فیل نقره‌ای برای بهترین کارگردانی، از جشنوارهٔ فیل طلایی، هند ۲۰۰۱.
  - ۶. لوح تقدیر و عضویتِ افتخاری انجمن حمایت از حقوق کودکان برای بررسی مسائل زنان و دختران و تعریف از سنّ کودکی در ایران و برتاباندن چاره جویی‌های هوشمندانه و مستقل انسانی در مرکزِ کودکی- نوجوانی.
- همچنین حضور فیلم دختری با کفش‌های کتانی:
  - ۱. بیست و چهارمین جشنوارهٔ بین‌المللی فیلم هنگ کنگ، چین ۲۰۰۰.
  - ۲. جشنوارهٔ کوچک بین‌المللی فیلم استکهلم، سوئد ۲۰۰۰.
  - ۳. دهمین جشنوارهٔ فیلم توکیو فوکو اوکا در آسیا، ژاپن ۲۰۰۰.
  - ۴. هجدهمین جشنوارهٔ بین‌المللی فیلم کاروسل ریموسلی، کانادا ۲۰۰۰.
  - ۵. نوزدهمین جشنوارهٔ بین‌المللی فیلم ونکوور، کانادا ۲۰۰۰.
  - ۶. یازدهمین جشنوارهٔ فیلم‌های ایرانی در مرکر فیلم شیکاگو، آمریکا ۲۰۰۰.
  - ۷. بیست و هفتمین جشنوارهٔ بین‌المللیِ فلندرز قنت، بلژیک ۲۰۰۰.
  - ۸. سی و هشتمین جشنوارهٔ بین‌المللی فیلم وینال، اتریش ۲۰۰۰.
  - ۹. چهل و چهارمین جشنوارهٔ بین‌المللی فیلم لندن، انگلستان ۲۰۰۰.
  - ۱۰. دوازدهمین جشنوارهٔ فیلم‌های ایرانی در پاریس، فرانسه ۲۰۰۰.
  - ۱۱. دوازدهمین جشنوارهٔ فیلم وین، اتریش ۲۰۰۰.
  - ۱۲. جشنوارهٔ فیلم‌های ایرانی در موزهٔ هنرهای زیبای بوستون، آمریکا ۲۰۰۰.
  - ۱۳. جشنوارهٔ فیلم تروسو، نروژ ۲۰۰۱.
  - ۱۴. جشنوارهٔ فیلم‌های ایرانی دانشگاه رایس، آمریکا ۲۰۰۱.
  - ۱۵. جشنوارهٔ فیلم‌های ایرانی در موزه‌های هنرهای زیبای هیوستون، آمریکا ۲۰۰۱.
  - ۱۶. جشنوارهٔ فیلم‌های ایرانی در گنجینهٔ فیلم پاسیفیک، آمریکا ۲۰۰۱.
  - ۱۷. جشنوارهٔ فیلم پورت‌لند، آمریکا ۲۰۰۱.
  - ۱۸. جشنوارهٔ فیلم سینه کوست، آمریکا ۲۰۰۱.
  - ۱۹. جشنوارهٔ فیلم حقیقت، کانادا ۲۰۰۱.
  - ۲۰. جشنوارهٔ فیلم کودکان BUFF، نروژ ۲۰۰۱.
  - ۲۱. بیست و پنجمین جشنوارهٔ فیلم کیو لند، آمریکا ۲۰۰۱.
  - ۲۲. ششمین جشنوارهٔ فیلم کرالا، هند ۲۰۰۱.
  - ۲۳. دوازدهمین جشنوارهٔ NAT، دانمارک ۲۰۰۱.
  - ۲۴. نوزدهمین جشنوارهٔ فیلم لیون، فرانسه ۲۰۰۱.
  - ۲۵. جشنوارهٔ فیلم نگاهِ درستِ بشری، آمریکا ۲۰۰۱.
  - ۲۶. جشنوارهٔ فیلم مولتی مدیا و فستیوال هنر، لهستان ۲۰۰۱.
  - ۲۷. جشنوارهٔ فیلم‌های ایرانی در سازمان ملل متّحد، سوییس ۲۰۰۱.
- جوایز داخلی فیلم «من، ترانه، ۱۵سال دارم»
  - ۱. سیمرغ بلورین بهترین کارگردانی بیستمین جشنوارهٔ بین‌المللی فیلم فجر.
  - ۲. سیمرغ بلورین بهترین فیلم‌نامهٔ بیستمین جشنوارهٔ بین‌المللی فیلم فجر برای کامبوزیا پرتوی و رسول صدر عاملی.
  - ۳. سیمرغ بلورین بهترین بازیگر نقش اوّل زنِ بیستمین جشنوارهٔ بین‌المللی فیلم فجر برای ترانه علیدوستی.
  - ۴. سیمرغ بلورین بهترین چهره‌پردازیِ بیستمین جشنوارهٔ بین‌المللی فیلم فجر برای علی عابدینی.
  - ۵. دیپلم افتخار بهترین بازیگر نقش مکمّل زن بیستمین جشنوارهٔ فیلم فجر برای مهتاب نصیرپور.
  - ۶. کاندیدای رشته‌های بهترین فیلم، طرّاحی صحنه و لباس، فیلم‌برداری و صدا برداری از جشنوارهٔ فیلم فجر.
  - ۷. بهترین فیلم از نگاه انجمن منتقدان و نویسندگان سینمای ایران.
  - ۸. جایزهٔ ویژهٔ انجمن منتقدان و نویسندگان سینمای ایران به ترانه علیدوستی.
  - ۹. نخل طلایی بهترین بازیگر نقش اوّل زنِ جشنوارهٔ فیلم‌های اجتماعی آبادان.
  - ۱۰. بهترین فیلم از نگاه منتقدان ماهنامهٔ فیلم.
  - ۱۱. جایزهٔ ویژهٔ معاونت سینمایی به عنوان دوّمین فیلم در سال ۱۳۸۰.
  - ۱۲. لوح تقدیر ستاد احیای امر به معروف و نهی از منکر.
  - ۱۳. لوح تقدیر بهترین فیلم‌نامه از نیروی انتظامی.
  - ۱۴. لوح تقدیر بهترین فیلم از نیروی انتظامی.
  - ۱۵. لوح تقدیر و عضویت افتخاری انجمن حمایت از حقوق کودکان.
  - ۱۶. لوح تقدیر سازمانِ حمل و نقل و ترافیک تهران برای کارگردانی.
  - ۱۷. ـ تقدیر و تشکّر وزارت آموزش و پرورش از توجّه سازندگانِ فیلم به مسائل نوجوانان.
  - ۱۸. بهترین فیلم جشنوارهٔ بین‌المللی آموزشی - تربیتی فیلم رُشد.
- جوایز خارجی فیلم «من، ترانه ۱۵ سال دارم»
  - ۱. جایزهٔ بهترین فیلم NETPAC (ارتقای سینمای آسیا).
  - ۲. جایزهٔ ویژهٔ هیئت داوران پنجاه و پنجمین جشنوارهٔ فیلم لوکارنو، سوییس ۲۰۰۲
  - ۳. جایزهٔ بهترین بازیگر زن پنجاه و پنجمین جشنوارهٔ فیلم لوکارنو، سوییس ۲۰۰۲
  - ۴. جایزهٔ بهترین فیلم چهاردهمین جشنوارهٔ فیلم رِن، فرانسه ۲۰۰۳
  - ۵. جایزهٔ ویژهٔ شهر رِن در چهاردهمین جشنوارهٔ فیلم رِن، فرانسه ۲۰۰۳
  - ۶. جایزهٔ تماشاگران چهاردهمین جشنوارهٔ فیلم رِن، فرانسه ۲۰۰۳
  - ۷. جایزهٔ FIPRESCI (فدراسیون بین‌المللیِ مطبوعات سینمایی).
  - ۸. جایزهٔ ویژهٔ کلیساهای جهانی.
  - ۹. جایزهٔ حقوق بشر.
  - ۱۰. جایزهٔ بهترین فیلم جشنوارهٔ بین‌المللی بریسبان، استرالیا ۲۰۰۳
  - ۱۱. جایزهٔ بهترین فیلم جشنوارهٔ فیلم شیکاگو، آمریکا ۲۰۰۳
- حضور فیلم «من ترانه ۱۵ سال دارم» در جشنواره‌های بین‌المللی:
  - ۱. بیست و ششمین جشنوارهٔ فیلم جهان مونترال، کانادا ۲۰۰۲.
  - ۲. جشنوارهٔ فیلم فوکو اوکا، ژاپن ۲۰۰۲.
  - ۳. مرکزِ فیلم جین سیسکِل، آمریکا ۲۰۰۲.
  - ۴. جشنوارهٔ فیلم میل وَلی، آمریکا ۲۰۰۲.
  - ۵. جشنوارهٔ فیلم سیام، تایلند ۲۰۰۲.
  - ۶. جشنوارهٔ فیلم فورت لَدر دِیل، آمریکا ۲۰۰۲.
  - ۷. جشنوارهٔ فیلم هاوایی، آمریکا ۲۰۰۲.
  - ۸. موزهٔ هنرهای زیبای بوستون، آمریکا ۲۰۰۲.
  - ۹. جشنوارهٔ فیلم لندن، انگلستان ۲۰۰۲.
  - ۱۰. جشنوارهٔ فیلم تسالونیکی، یونان ۲۰۰۲.
  - ۱۱. جشنوارهٔ فیلم شوالیه‌های سیاه، اِستونی ۲۰۰۲.
  - ۱۲. جشنوارهٔ فیلم آگزبورگ، آلمان ۲۰۰۲.
  - ۱۳. جشنوارهٔ فیلم پالم اسپرینگ، آمریکا ۲۰۰۳.
  - ۱۴. موزهٔ هنرهای زیبای هیوستون، آمریکا ۲۰۰۳.
  - ۱۵. گنجینهٔ فیلم پاسیفیک، آمریکا ۲۰۰۳.
  - ۱۶. جشنوارهٔ فیلم روتردام، هلند ۲۰۰۳.
  - ۱۷. جشنوارهٔ سیمای عشق، روسیه ۲۰۰۳.
  - ۱۸. موزهٔ هنر برکلی، آمریکا ۲۰۰۳.
  - ۱۹. جشنوارهٔ فیلم کلیو لند، آمریکا ۲۰۰۳.
  - ۲۰. جشنوارهٔ فیلم گوتن‌برگ، سوئد ۲۰۰۳.
  - ۲۱. جشنوارهٔ فیلم‌های ایرانی در دانشگاه UCLA، آمریکا ۲۰۰۳.
  - ۲۲. جشنوارهٔ فیلم پورت‌لند، آمریکا ۲۰۰۳.
  - ۲۳. جشنوارهٔ فیلم بلگراد، یوگسلاوی ۲۰۰۳.
- جوایز فیلم «دیشب باباتو دیدم»
  - ۱. پروانه زرین بهترین فیلم بلند مسابقه سینمای ایران
  - ۲. پروانه زرین بهترین کارگردانی مسابقه سینمای ایران
  - ۳. پروانه زرین بهترین فیلمنامه بخش مسابقه آسیا
  - ۴. جایزه بهترین فیلمنامه هیئت داوران مجمع سینمای کودک و نوجوان به خاطر توجه به نیازهای روحی و عاطفی نوجوانان در بحرانی‌ترین شرایط سنی
  - ۵. جایزه بهترین فیلم هیئت داوران مجمع سینمای کودک و نوجوان
  - ۶. حضور در جشنواره بین‌المللی فیلم‌های مستقل رم
  - ۷. برنده پروانه زرین از بیستمین جشنواره بین‌المللی فیلم کودک و نوجوان اصفهان برای بهترین کارگردانی، فیلمنامه و فیلم.
- جوایز فیلم «شب»
  - ۱. بهترین فیلم جشنواره دین در دنیای امروز (Religion to day) رم- ایتالیا ۲۰۰۸
  - ۲. بهترین بازیگر نقش اول مرد (امین حیایی) جشنواره فیلم فجر ۲۰۰۸
  - ۳. کاندیدای بهترین بازیگر نقش اول مرد در جشن بزرگ سینمای ایران ۲۰۰۸
  - ۴. حضور در جشنواره خروس طلایی دالیان- چین ۲۰۰۸
- جوایز فیلم «هر شب تنهایی»
  - بهترین فیلم جشنواره فیلم فجر – بخش بین‌الملل ۱۳۸۷
  - ۱. بهترین فیلم از نگاه تماشاگران مرکز فیلم شیکاگو – آمریکا ۲۰۰۸
  - ۲. برنده جایزه بهترین کارگردانی بیست و دومین دوره جشنواره پرده نقره‌ای – سنگاپور ۲۰۰۹
  - ۳. جایزه بهترین فیلم جشنواره منبر طلایی – روسیه ۲۰۰۸
  - ۴. بهترین فیلم از نگاه کاردینال‌های واتیکان – رم ۲۰۰۹
  - ۵. بهترین فیلم از نگاه دانشجویان علوم ارتباطات – رم ۲۰۰۹
  - ۶. جایزه ویژه تماشاگران جشنواره بمبئی - ۲۰۰۹

جوایز فیلم «سال دوم دانشکده من»
۰ جایزه بهترین بازیگر نقش اول زن جشنواره بین‌المللی فیلم مسکو برای سها نیاستی - ۲۰۱۹

جوایز فیلم «شنای پروانه»
۰ سیمرغ بهترین فیلم از نگاه تماشاگران از سی و هشتمین جشنواره فیلم فجر 